# مارکو پلتولا
مارکو پلتولا (انگلیسی: Markku Peltola؛ ۱۲ ژوئیهٔ ۱۹۵۶ – ۳۱ دسامبر ۲۰۰۷) یک هنرپیشه و موسیقی‌دان اهل فنلاند بود.
از فیلم‌ها یا برنامه‌های تلویزیونی که وی در آن نقش داشته است می‌توان به مرد بدون گذشته، ابرهای متحرک و یوها اشاره کرد.